# تيد ايسبوسيتو
تيد ايسبوسيتو (بالإنجليزية: Ted Esposito)‏ هو لاعب كرة قدم أسترالية أسترالي، ولد في 23 مايو 1908، وتوفي في 1 مايو 1985.

## وصلات خارجية
- تيد ايسبوسيتو على موقع AustralianFootball.com (الإنجليزية)
- تيد ايسبوسيتو على موقع AFLtables.com (الإنجليزية)